# Ein Mann für zwei
Ein Mann für zwei (Originaltitel: Two Girls and a Guy) ist eine US-amerikanische Filmkomödie aus dem Jahr 1997. Regie führte James Toback, der auch das Drehbuch schrieb.

## Handlung
Louise Johnson und Carla Bennett stehen vor einem New Yorker Wohngebäude; beide Frauen warten auf ihren Freund. Sie unterhalten sich und entdecken, dass es sich um dieselbe Person handelt, den Schauspieler Blake Allen.
Die Frauen brechen in Allens Wohnung ein, wo sie sich verstecken und auf den Schauspieler warten. Allen kehrt heim und ruft beide an; beiden hinterlässt er auf dem jeweiligen Anrufbeantworter Nachrichten, in denen er sie belügt. Die Frauen zeigen sich und streiten mit ihm. Allen belügt sie weiterhin und wird dabei ertappt.

## Kritiken
Roger Ebert schrieb in der Chicago Sun-Times vom 24. April 1998, der Film wirke wie ein verfilmtes Theaterstück. Downey sei überzeugend wie ein „schmieriger Verkäufer“ und „schieße“ mit energiebeladenen Dialogen wie Robin Williams; er sei ein „ausgezeichneter“ Darsteller, der seine Präsenz beherrsche.
Das Lexikon des internationalen Films schrieb, der Film sei ein „Kammerspiel, dessen Anlage mehr [...] als seine Ausführung“ verspreche. Der Handlung gehe „bereits nach dem ersten Akt [...] die Luft aus“; es würden „im rüden Ton Themen von Beziehungsunfähigkeit ausgetauscht“. Dies wirke „aufgesetzt und unglaubwürdig, auch wenn die Anlage der männlichen Hauptfigur in sich durchaus stimmig“ sei.

## Hintergründe
Der Film wurde in New York City gedreht. Seine Produktionskosten betrugen schätzungsweise eine Million US-Dollar. Die Weltpremiere fand am 9. September 1997 auf dem Toronto International Film Festival statt. Der Film spielte in den Kinos der USA ca. 1,95 Millionen US-Dollar ein. In Deutschland wurde er im Mai 2000 direkt auf Video veröffentlicht.